# Luis Ravaschino
Luis Alfonso Ravaschino (Buenos Aires, 15 gennaio 1903 – 30 marzo 1988) è stato un calciatore argentino, di ruolo attaccante.

## Biografia
Nato nella zona di Barracas, fu l'ultimo giocatore della rosa dell'Independiente campione del torneo 1926 a morire.

## Caratteristiche tecniche
Giocava come centravanti. Era abile nel dribbling e nel finalizzare le azioni.

## Carriera

### Club
Ravaschino iniziò a giocare a calcio nel proprio quartiere d'origine, e nel 1918 entrò nella Quinta División dello Sportivo Barracas, formazione della medesima zona. Nel 1923 passò all'Independiente, ove divenne titolare già dal secondo campionato con il club, la Primera División 1924, di cui fu capocannoniere (a pari merito con l'attaccante dello Sportivo Buenos Aires Ricardo Lucarelli) con 15 reti. All'Independiente compose un'efficace prima linea al fianco di Zoilo Canaveri, Alberto Lalín, Manuel Seoane e Raimundo Orsi. Vinse la Primera División 1926, l'ultima a essere organizzata dalla Asociación Amateurs de Football, giocandovi 26 partite e segnando 15 gol. In tale torneo esordì il 25 aprile contro il San Lorenzo; nel 1927 giocò 13 partite, con 6 reti, mentre nel 1928 le presenze furono 32 e le marcature 11. Nel Concurso Estímulo 1929 giocò 15 incontri, segnando in 7 occasioni; durante il campionato del 1930 scese in campo in 33 delle 35 gare totali, andando a segno per 21 volte. Nel 1931 debuttò nel calcio professionistico argentino, prendendo parte alla Primera División organizzata dalla Liga Argentina de Football. In quel campionato esordì il 4 giugno 1931, nell'incontro della seconda giornata tra Independiente e Argentinos Juniors, segnando un gol; in 33 presenze realizzò 19 reti.  Lasciò l'Independiente nel 1934 dopo aver raggiunto quota 207 partite, comprese le coppe nazionali. Giocò la sua ultima stagione con la maglia del Lanús.

### Nazionale
In Nazionale fu impiegato in una sola occasione, Uruguay-Argentina del 31 agosto 1924; la partita vide la vittoria della sua squadra per 3-2.

## Palmarès

### Club

#### Competizioni nazionali
- Primera División (AAm): 1

Independiente: 1926

### Individuale
- Capocannoniere della Primera División (AAm): 1

1924 (15 gol)

## Statistiche

### Cronologia presenze e reti in nazionale
| Cronologia completa delle presenze e delle reti in nazionale ― Argentina | Cronologia completa delle presenze e delle reti in nazionale ― Argentina | Cronologia completa delle presenze e delle reti in nazionale ― Argentina | Cronologia completa delle presenze e delle reti in nazionale ― Argentina | Cronologia completa delle presenze e delle reti in nazionale ― Argentina | Cronologia completa delle presenze e delle reti in nazionale ― Argentina | Cronologia completa delle presenze e delle reti in nazionale ― Argentina | Cronologia completa delle presenze e delle reti in nazionale ― Argentina |
| Data                                                                     | Città                                                                    | In casa                                                                  | Risultato                                                                | Ospiti                                                                   | Competizione                                                             | Reti                                                                     | Note                                                                     |
| ------------------------------------------------------------------------ | ------------------------------------------------------------------------ | ------------------------------------------------------------------------ | ------------------------------------------------------------------------ | ------------------------------------------------------------------------ | ------------------------------------------------------------------------ | ------------------------------------------------------------------------ | ------------------------------------------------------------------------ |
| 31-8-1924                                                                | Montevideo                                                               | Uruguay                                                                  | 2 – 3                                                                    | Argentina                                                                | Copa Gran Premio de Honor Uruguayo                                       | 0                                                                        |                                                                          |
| Totale                                                                   |                                                                          | Presenze                                                                 | 1                                                                        |                                                                          | Reti                                                                     | 0                                                                        |                                                                          |